# Bine Norčič
Bine Norčič (* 16. März 1981 in Kranj, SFR Jugoslawien) ist ein ehemaliger slowenischer Skispringer und heutiger Trainer.

## Werdegang
Norčič gehörte ab 1997 zum slowenischen Aufgebot für den Continental Cup (COC). Nach guten Leistungen dort, sprang er am 12. Dezember 1998 erstmals im Skisprung-Weltcup. Sein erstes Springen in Oberhof beendete er auf Platz 41. Eine Woche später erreichte beim Springen in Harrachov erstmals mit Platz 26 Weltcup-Punkte. Ein Jahr später konnte er beim Springen in Zakopane mit dem 16. Platz sein bestes Einzelresultat im Weltcup erreichen. Am Ende der Weltcup-Saison 1999/2000 stand er auf dem 58. Platz in der Weltcup-Gesamtwertung. Nach der Saison sprang er jedoch ausschließlich im Continental Cup und wurde nur noch bei drei Weltcup-Springen aufgestellt, konnte aber dort keine Erfolge erzielen und landete meist auf den hinteren Plätzen. Im Continental Cup hingegen konnte er am 20. Januar 2002 in Ishpeming sein erstes Springen gewinnen, gefolgt von einem weiteren Erfolg vor heimischem Publikum in Planica. Er beendete die Saison 2001/02 mit einem 11. Platz in der Gesamtwertung, was sein bestes Karriereergebnis darstellt. Ein dritter Einzelerfolg gelang ihm im Sommer 2003 in Calgary. Sein letztes internationales Springen bestritt er beim COC-Springen am 13. Februar 2005 in Brotterode. Danach war er noch auf nationaler Ebene aktiv.
Nachdem er zunächst einige Zeit lang Assistenztrainer der US-amerikanischen Herren-Skisprungmannschaft war, arbeitete er später als deren Cheftrainer. Ab 2022 gehörte Norčič als Assistent dem Trainerstab der norwegischen Herrenmannschaft an. Am 10. März 2025 übernahm er den Cheftrainerposten vom zuvor suspendierten Magnus Brevig. Doch schon am 13. März 2025 trat er von diesem Amt wieder zurück; den Posten des Cheftrainers übernahm Anders Fannemel. Anfang Mai 2025 wurde er als neuer Trainer der Schweizer Herrenmannschaft vorgestellt.

## Privates
Sein Vater Bogdan Norčič war ebenfalls ein erfolgreicher Skispringer und Trainer.

## Erfolge

### Weltcup-Platzierungen
| Saison    | Platz | Punkte |
| --------- | ----- | ------ |
| 1999/2000 | 58.   | 023    |